# Station Marquixanes
Station Marquixanes is een spoorwegstation in de Franse gemeente Marquixanes.